# 1924 في تونس
فيما يلي قوائم الأحداث التي وقعت خلال عام 1924 في تونس.

## أفلام
من الأفلام التي صدرت هذه السنة في تونس:
- 1 يناير – عين الغزال من إخراج ألبير شمامة شيكلي.

## مواليد

### يناير
- 1 يناير – الطيب المهيري سياسي تونسي.
- 1 يناير – صفية فرحات رسامة تونسية.

### أبريل
- 1 أبريل – زبير التركي فنان تونسي.
- 11 أبريل – حسيب بن عمار
- 24 أبريل – إبراهيم المحواشي

### سبتمبر
- 25 سبتمبر – الهادي المقراني مغني تونسي.

### أكتوبر
- 21 أكتوبر – إدريس قيقة سياسي من تونس.

## وفيات

### يناير
- 1 يناير – محمد النخلي (مواليد 1869)

### يوليو
- 14 يوليو – سالم بوحاجب (مواليد 1820) صحفي تونسي.